# Aristocypha
Genre
Aristocypha est un genre d'insectes odonates (libellules) du sous-ordre des Zygoptera (demoiselles) de la famille des Chlorocyphidae. 

## Répartition
Ce genre de demoiselles se rencontre en Asie. Il est notamment présent en Inde,, au Tibet, au Bhoutan, en Birmanie, en Thailande, au Vietnam, au Japon, à Taiwan et en Malaisie.

## Dénomination
Le genre Aristocypha a été créé par l'entomologiste britannique Frank Fortescue Laidlaw en 1950 avec pour espèce type Rhinocypha quadrimaculata,. Le genre Aristocypha fait débat, certains auteurs considérant Aristocypha comme un genre à part entière,, alors que d'autres le considèrent comme un sous-genre de Rhinocypha,. Les publications les plus récentes penchent pour la première hypothèse,.

## Description
Les ailes des mâles sont allongées avec un ratio largeur longueur variant de 1/3 à 1/4. Les ailes sont densément réticulées avec des cellules plus allongées transversalement dans la partie distale.
Le triangle mésothoracique se prolonge sur toute la carène dorsale.

## Publication originale
- (en) Laidlaw, F. F., 1950. A survey of the Chlorocyphidae (Odonata: Zygoptera), with diagnoses of proposed new genera, and a description of a new geographical subspecies. Transactions of the Royal Entomological Society of London, 101: 257-280.

## Taxinomie
Liste des espèces,,.
- Aristocypha aino Hämäläinen, Reels & Zhang, 2009[7]
- Aristocypha baibarana (Matsumura, 1931)[5]
- Aristocypha chaoi (Wilson, 2004)
- Aristocypha cuneata (Selys, 1853)
- Aristocypha fenestrella (Rambur, 1842)
- Aristocypha fulgipennis (Guérin, 1831)
- Aristocypha hilaryae (Fraser, 1927)
- Aristocypha immaculata (Selys, 1879)
- Aristocypha iridea (Selys, 1891)
- Aristocypha quadrimaculata (Selys, 1853)
- Aristocypha spuria (Selys, 1879)
- Aristocypha trifasciata (Selys, 1853)